# Hymenula vulgaris
Hymenula vulgaris är en svampart som beskrevs av Fr. 1829. Hymenula vulgaris ingår i släktet Hymenula, divisionen sporsäcksvampar och riket svampar.   Inga underarter finns listade i Catalogue of Life.